# Trần Văn Bỉnh
Trần Văn Bỉnh (1916–1977), tên thường gọi là Bảy Thạng, là một nhà cách mạng và chỉ huy quân sự Việt Nam.

## Cuộc đời
Trần Văn Bỉnh sinh năm 1916 ở ấp Rạch Chèo, làng Tân Hưng Tây, quận Cà Mau, tỉnh Bạc Liêu, nay là xã Tân Hưng Tây, huyện Phú Tân, tỉnh Cà Mau. Năm 1939, ông gia nhập Hội Nông dân Phản đế làng Tân Hưng Tây, đồng thời là đội viên đội du kích làng (gồm 21 người, do Bí thư chi bộ Trần Văn Nhâm chỉ huy), thực hiện công tác huấn luyện để chuẩn bị cho cuộc khởi nghĩa do Xứ ủy Nam Kỳ phát động.
Cuối năm 1940, khởi nghĩa Nam Kỳ nổ ra. Năm 1941, ông bị thực dân Pháp bắt giữ. Năm 1942, ông ra tù và tiếp tục hoạt động tại cơ sở. Năm 1944, ông được kết nạp vào Đảng Cộng sản Đông Dương.
Năm 1946, ông làm Bí thư chi bộ Tân Hưng Tây kiêm Trưởng Công an xã. Năm 1947, ông được cử làm Phó Bí thư Quận ủy Cà Mau, rồi Bí thư Quận ủy. Năm 1949, ông được điều sang huyện Ngọc Hiển giữ chức vụ Bí thư Huyện ủy. Năm 1950, huyện Trần Văn Thời được thành lập, ông làm Ủy viên Thường vụ Huyện ủy, không lâu sau thay Tô Văn Mười làm Bí thư Huyện ủy. Tháng 5 năm 1950, ông được bầu làm Ủy viên dự khuyết Tỉnh ủy Bạc Liêu. Năm 1952, ông làm Tỉnh ủy viên chính thức.
Tháng 10 năm 1954, ông được Xứ ủy chỉ định tham gia Tỉnh ủy bí mật tỉnh Bạc Liêu do Châu Văn Đặng làm Bí thư, Nguyễn Sấn làm Phó Bí thư, đảm nhận vai trò Ủy viên Thường vụ phụ trách giao thông căn cứ. Năm 1955, ông được bổ nhiệm làm Phó Bí thư Tỉnh ủy Bạc Liêu. Cuối năm 1956, đầu năm 1957, Tỉnh ủy Bạc Liêu giải thể, thành lập Tỉnh ủy Cà Mau, ông giữ chức vụ Bí thư Tỉnh ủy Cà Mau được vài tháng thì được điều động về làm Ủy viên Thường vụ Liên Tỉnh ủy miền Tây Nam Bộ. Trong thời gian này, ông đã chủ động chỉ huy quân dân chống trả lại các chiến dịch Tố Cộng, diệt Cộng của chính quyền Ngô Đình Diệm mà không chờ chỉ đạo từ cấp trên. Tháng 1 năm 1960, ông là người phát động "Đồng khởi" ở khu vực tỉnh Bạc Liêu cũ.
Tháng 3 năm 1962, Liên Tỉnh ủy miền Tây Nam Bộ chuyển thành Khu ủy miền Tây Nam Bộ (T3) gồm mười thành viên: Nguyễn Thành Thơ, Trần Văn Bỉnh, Lâm Văn Thê, Vũ Đình Liệu, Trần Văn Long, Phan Công Cương, Nguyễn Việt Châu, Dương Minh Cảnh, Phan Ngọc Sến, La Lâm Gia. Ông là Ủy viên Ban Thường vụ Khu ủy, giữ chức vụ Phó Bí thư Khu ủy. Năm 1969, ông là quyền Bí thư Khu ủy. Năm 1971, ông nghỉ dưỡng bệnh. Năm 1973, ông được Trung ương đưa sang Đông Đức điều trị.
Năm 1975, ông trở về Cà Mau, được Thường vụ Trung ương Cục miền Nam chỉ định làm Bí thư Tỉnh ủy và trực tiếp sắp xếp nhân sự cho tỉnh mới được hợp nhất giữa hai tỉnh Bạc Liêu và Cà Mau. Tuy nhiên, do nguyên nhân sức khỏe nên ông không thể tiếp tục công tác. Ngày 21 tháng 1 năm 1976, Ban Chấp hành lâm thời Đảng bộ tỉnh Cà Mau – Bạc Liêu được thành lập do Nguyễn Văn Đáng làm Bí thư, ông được nghỉ phép dài hạn để chữa bệnh. Ngày 22 tháng 1 năm 1977, ông qua đời vì bệnh nặng.

## Gia đình
Ông kết hôn với bà Huỳnh Thị Phàn, có bốn người con hai trai, hai gái. Hai con trai Trần Văn Thiệu và Trần Văn Thạng đều tham gia chiến đấu ở miền Nam.

## Vinh danh
- Huân chương Quyết thắng hạng Nhất
- Huân chương Giải phóng hạng Nhất
- Huân chương Kháng chiến hạng Nhất
- Huân chương Hồ Chí Minh
- Anh hùng Lực lượng vũ trang nhân dân (2011)[22]

Tên của ông được đặt cho một con đường cùng một con hẻm ở thành phố Cà Mau.